# Subgrupo Castellano
Clasificación: Indoeuropeo > Itálico > Latino-falisco > Romance > Grupo Romance Occidental > Grupo Galo-Ibérico > Grupo Ibero-Romance > Grupo Ibero-Occidental
El grupo castellano está formado las lenguas románicas descendientes del castellano medieval así como algunos criollos de base léxica española. Entre las variedades históricas de este grupo están:
- Variedades peninsulares
  - Castellano medieval
  - Español áurico, del que derivan la mayor parte de variedades modernas tanto peninsulares como extrapeninsulares.
  - Español peninsular moderno cuyas variedades regionales se dividen en:
    - Castellano septentrional
    - Castellano meridional
    - Zincaló que es más bien un criollo con base léxica española.
- Variedades extrapeninsulares
  - Sefardí o ladino (Israel, Turquía, Balcanes) que es un descendiente del español medieval, no del español áurico, entre las subvariedades se encuentra el judeoespañol calco (Marruecos, Hispanoamérica)
  - Entre las variedades extrapeninsulares derivadas del español áurico están:
    - Dialecto canario
    - Español de América con numerosas variantes.

  - Además existen lenguas criollas de base española como:
    - Chabacano
    - Papiamento
    - Palenquero

  - Variedades del español moderno en África
    - Español ecuatoguineano
    - Español de Marruecos
    - Español en el Sahara Occidental'

- Datos: Q71924